# 三浦貴弘
三浦 貴弘（みうら たかひろ）は、日本のアニメーター。じゃんぐるじむ所属。
子供向けアニメを中心に活躍。可愛さとメリハリの利いた作画が特徴で、作画を担当した回では「（他の回と）作画の雰囲気が違う」と評される事が多い。

## 主な参加作品

### TVアニメ
- ミスター味っ子（1987年）：動画（31,35,40,45,50）
- 名門!第三野球部（1988年）：動画（6,11,16,19）
- 怪盗セイント・テール（1995年 - 1996年）：原画
- こどものおもちゃ（1996年 - 1998年）：原画
- YAT安心!宇宙旅行（1996年・1998年）：原画
- おじゃる丸（1998年）：作画監督、原画（第2シリーズ　104）
- 天使になるもんっ!（1999年）：原画（7,10）
- うちゅう人 田中太郎（2000年）：作画監督（5、9、15、19、21、23）、原画
- 探偵少年カゲマン（2001年）：作画監督（2、4/鈴木大司と連名、8、14、22、23、28、32、35）、原画
- ちっちゃな雪使いシュガー（2001年）：作画監督（15、21）、原画（21）
- わがまま☆フェアリー ミルモでポン! （2002年）：作画監督（1、6、12、17、23、29、34、39、46、51、53/岩佐とも子、小沼克介、渡辺伸弘と連名、58、62、65、70/安形佳己と連名、75）、原画、バンク
  - わがまま☆フェアリー ミルモでポン! ごおるでん （2003年）：作画監督（3、9/安形佳己と連名、15、21/安形佳己と連名）、原画
  - わがまま☆フェアリー ミルモでポン! わんだほう （2004年）：作画監督（1/安形佳己と連名、3/渡辺伸弘と連名、7、14、19、23、29、37、42、47）、原画
  - わがまま☆フェアリー ミルモでポン! ちゃあみんぐ（2005年）：作画監督（5、9、14、19）、原画（22）、OP/ED作画
- ドラえもん（2005年）：原画
- おろしたてミュージカル 練馬大根ブラザーズ（2006年）：作画監督（2、5、8、10）、原画、DVDジャケットイラスト
- 吉永さん家のガーゴイル（2006年）：作画監督（4/あみさきりょうこ、近藤高光、山形孝二と連名、7/あみさきりょうこ、渡辺真由美と連名）
- つよきす Cool×Sweet（2006年）：作画監督（3/山形考二、永野美春、原田幸恵、山門郁夫と連名）
- すもももももも～地上最強のヨメ～（2006年）：作画監督（9、15、19　全て小沼克介と連名）、原画（9、15）
- レ・ミゼラブル 少女コゼット（2007年）：作画監督（35）、原画
- デルトラクエスト（2008年）：作画監督（57、61/渡辺奈月と連名）
- ネットゴーストPIPOPA（2008年）：原画（6、8）
- キクちゃんとオオカミ（2008年）：原画
- イタズラなKiss（2008年）：作画監督（17）、作画監督補佐（25）、原画（5）
- マリア様がみてる 4thシーズン（2009年）：原画（4）
- はなまる幼稚園（2010年）：作画監督、原画（6「はなまるな夏休み」、11「はなまるなお話」/小野田将人と連名）、原画（10「はなまるな応援団」「はなまるな告白」、12「はなまるな気持ち」）、L/O作監（12「はなまるな気持ち」）、OP原画
- WORKING!!（2010年）：原画（7）
- 戦国乙女〜桃色パラドックス〜（2011年）：第2原画（5）、原画（12）
- パンチライン（2015年）：作画監督（3「火星人、襲来！」/佐々木敏子と連名　藤家重美名義）
- アニメガタリズ（2017年）：作画監督（2）、ED作画監督、OP/ED原画、原画（4）、第2原画（1）
- ダメプリ ANIME CARAVAN（2018年）：作画監督（6）
- 精霊幻想記（2021年）：作画監督（4）
- 4人はそれぞれウソをつく（2022年）：総作画監督（10）

### 映画
- クレヨンしんちゃん 嵐を呼ぶ モーレツ!オトナ帝国の逆襲（2001年）：原画
- クレヨンしんちゃん 嵐を呼ぶ 歌うケツだけ爆弾!（2007年）：原画

### OVA
- 学校の怪談　アニメDVD2009上巻/下巻（2009年）：キャラクターデザイン（水谷麻美子と連名）、原画

### TVゲーム
- わがまま☆フェアリー ミルモでポン! ミルモの魔法学校ものがたり（2003年）：ゲーム中の会話シーン等にTVアニメの原画を流用
- チャレンジ1ねんせいで 1ねんせいだいかつやくDVD なみだのそつえんスペシャル（2011年）　作画監督補佐